# Abbey Theatre
Abbey Theatre (irsko Amharclann na Mainistreach) je gledališče v ulici Abbey v Dublinu.
Nastalo je leta 1904 iz Irskega nacionalnega gledališča (ustanovljeno 1899). Je osrednja ustanova irske renesanse. Bilo je uničeno v požaru leta 1951, obnovljeno pa leta 1966.

## Ustanovitelji
- Augusta Gregory
- John Millington Synge
- William Butler Yeats
- Edward Martyn
- Sean O'Casey